# 谢文郁
谢文郁（1956年—），生于广东梅州。1982年中山大学哲学系本科毕业，1988年获北京大学哲学硕士，2000年获美国克萊蒙研究大學宗教哲学博士。

## 生平
现任山东大学犹太教和跨宗教研究中心和哲学社会发展学院教授。研究领域有宗教哲学，基督教思想，比较哲学研究，西方哲学史。
主要著作有：《道路与真理:解读约翰福音的思想史密码》（2012），<Whitehead and China: Relevance and Relationships>(2006),《蒂迈欧篇》（2003），The Concept of Freedom （《自由概念》，2002），《失魂和还魂》（1995年），《中英社科大辞典》（1992）等书以及40余篇学术论文。
谢文郁强调“儒家只关注这个世界的问题，不关注生死的问题……要把基督教的生死观补充进来，使儒家得以完整”。“我作为中国人在我的基督信仰中所感受到是，基督教的‘恩典’意识是我们传统文化中所缺乏的。缺乏恩典意识，我就无法敬畏，没有感谢，从而固执自己的偏见，拒绝和外在世界进行实质性的交流。恩典意识是我们文化所缺乏的。在恩典意识中，作为一位基督徒不会减少一丝一毫的中国人身份”。谢文郁专著《道路与真理——解读约翰福音的思想史密码》，“是从思想史角度研究《约翰福音》的开山之作。对于推进中国学术思想界认识基督教研究的兴趣和深度，具有某种范式的意义”。